# 1UP.com
1 UP.com — сайт, присвячений відеоіграм, що належить компанії UGO Entertainment, підрозділ Hearst Corporation, раніше належав Ziff Davis Media.
Запущений 2003 року, 1UP.com представляє користувачам ігрові новини, огляди ігор та відео інтерв'ю, й інші статті переважно PC-контенту. На відміну від ігрових сайтів-попередників, таких, як GameSpot, IGN та GameSpy, 1UP.com спочатку планувався як своєрідна соціальна мережа для геймерів. Наприклад, їх проєкт, орієнтований на чітах — MyCheats.com, зроблено так, що користувачі сайту можуть додавати чіти та допомагати проєкту. Гравці, редактори та розробники ігор можуть мати профіль, блог та друзів на сайті.
1UP.com щотижня фокусується на який-небудь грі, що розробляється, та представляє користувачам унікальні огляди, інтерв'ю розробників, скріншоти та відео з гри.